# Стеблівка (зупинний пункт)
Стеблі́вка — пасажирський залізничний зупинний пункт Ужгородської дирекції Львівської залізниці.
Розташований у селі Стеблівка, Хустський район Закарпатської області на лінії Батьово — Солотвино І між станціями Хуст (11 км) та Буштина (8 км).
Станом на серпень 2019 року щодня чотири пари дизель-потягів прямують за напрямком Батьово/Дяково — Солотвино I.